# Douglas Barr
Douglas Barr (* 1. Mai 1949 in Cedar Rapids, Iowa) ist ein US-amerikanischer Schauspieler, Regisseur, Drehbuchautor und Winzer.

## Leben
Bevor Douglas Barr ab 1981 in der Fernsehserie Ein Colt für alle Fälle als Cousin Howie Munson weltbekannt wurde, hatte er kleinere Rollen in Serien wie Love Boat oder Filmen wie The Unseen – Das unsichtbare Böse.
1993 arbeiteten Lee Majors und Douglas Barr nach Ein Colt für alle Fälle noch einmal gemeinsam an einem Projekt. Barr schrieb an dem Drehbuch zum Fernsehfilm Tod der Mannequins mit, bei dem Majors die Hauptrolle übernahm.
1994 übernahm Douglas Barr dann seine bislang letzte Rolle als Schauspieler und verlegte sich auf Regiearbeiten, unter anderem inszenierte er 1997 den Fernsehfilm Erfolg um jeden Preis. Er betreibt außerdem ein erfolgreiches Weingut in Kalifornien.
Barr ist mit der Schauspielerin Clare Kirkconnell verheiratet. Die beiden haben einen gemeinsamen Sohn.

## Filmografie (Auswahl)
als Schauspieler
- 1980: When the Whistle Blows (Miniserie)
- 1980: The Unseen – Das unsichtbare Böse
- 1980: Fantasy Island (Fernsehserie, Gastrolle)
- 1981: Tödlicher Segen (Deadly Blessing)
- 1981–1986: Ein Colt für alle Fälle (Fernsehserie)
- 1982, 1984: Love Boat (Fernsehserie, Gastrollen)
- 1985: Hotel (Fernsehserie, Gastrolle)
- 1986–1987: The Wizard (Fernsehserie)
- 1987–1991: Mann muss nicht sein (Designing Women, Fernsehserie, 13 Folgen)
- 1988: Super Boy (Fernsehserie, Gastrolle)
- 1988, 1991: Mord ist ihr Hobby (Fernsehserie, Gastrollen)
- 1989: A Peaceable Kingdom (Fernsehserie)
- 1990: Rich Men, Single Women (Fernsehfilm)
- 1990: Mit dem Essen kam der Tod (Fernsehfilm)
- 1990: Martians – Ein Außerirdischer kommt selten allein
- 1992: Lady Boss (Fernsehfilm)
- 1994: One West Waikiki (Fernsehserie)
- 1994: Lust auf Rache (Fernsehfilm)

als Regisseur

- 1994: Dead Badge – Im Fadenkreuz der Killer-Cops
- 1994–1996: Sweet Valley High (Fernsehserie, 14 Episoden)
- 1996: Im Würgegriff der Yakuza-Killer (Fernsehfilm)
- 1997: Geklont – Babys um jeden Preis (Fernsehfilm)
- 1997: Erfolg um jeden Preis (Fernsehfilm)
- 1997: Ed McBain – Der Lockvogel (Fernsehfilm)
- 1999: Bei der Geburt vertauscht (Fernsehfilm)
- 1999: Ein halbes Dutzend Babys (Fernsehfilm)
- 1999: Spurlos verschwunden – Eine Mutter gibt nicht auf (Fernsehfilm)
- 2000: Love Lessons (Fernsehfilm)
- 2001: Lügen, Sex und Leidenschaft (Fernsehfilm)
- 2001: For Love of Olivia (Fernsehfilm)
- 2003: Beautiful Girl – Schwer in Ordnung (Fernsehfilm)
- 2003: The second Chance – Wie du mir, so ich dir (Fernsehfilm)
- 2004: Perfect Romance (Fernsehfilm)
- 2005: Heirat mit Hindernissen (Fernsehfilm)
- 2006: For the Love of a Child (Fernsehfilm)
- 2007: The Note (Fernsehfilm)
- 2007: To Be Fat Like Me (Fernsehfilm)
- 2009: Taking a Chance on Love (Fernsehfilm)
- 2010: The Jensen Project (Fernsehfilm)
- 2010: Secrets of the Mountain (Fernsehfilm)
- 2011: Game Time: Tackling the Past (Fernsehfilm)
- 2012: Die Herzheilerin (Fernsehfilm)
- 2013: The Mystery Cruise (Fernsehfilm)
- 2014: Zauber einer Weihnachtsnacht (Northpole, Fernsehfilm)
- 2015: Northpole: Weihnachten steht vor der Tür (Northpole: Open for Christmas, Fernsehfilm)
- 2017: Site Unseen: An Emma Fielding Mystery (Fernsehfilm)